# Ласица (Дуниловичский сельсовет)
Ласица (бел. Ла́сіца) — деревня в Поставском районе Витебской области Белоруссии. Входит в состав Дуниловичского сельсовета.

## Административное устройство
Ранее входила в состав Волковского сельсовета. С 7 июля 2023 года входит в состав Дуниловичского сельсовета.

## География
Деревня расположена на расстоянии около 35 км от Постав. Ближайший населённый пункт — деревня Норица.

## История
В 1921—1939 годах деревня и имение в составе гмины Норица Поставского повета Виленского воеводства, центр гмины Норица.
В 1940—1970 годах центр Ласицкого сельсовета.

## Население
- 1921 год — 44 жителя, 7 дворов[4].
- 1931 год — 164 жителя, 21 двор[5].
- 2019 год — 7 жителей (перепись населения).

## Церковь Покрова Пресвятой Богородицы
Построена в 1830 году. Является памятником архитектуры русского стиля. Храм одноапсидный, прямоугольный в плане, над его двухскатной крышей возвышается восьмигранный барабан с луковичным куполом.  Историко-культурная ценность Республики Беларусь, 
К западному фасаду примыкает колокольня, имеющая шатровое завершение. К чертам древнерусского зодчества относятся килеобразные наличники арочных оконных проёмов.
Архитектурно-декоративный эффект достигается контрастным сочетанием оштукатуренных и побеленных элементов декору с полихромным фоном бутовой кладки стен. В церкви находятся иконы «Матерь Божия на змее» (конец XVIII века), «Матерь Божия с младенцем» (рубеж XVIII—XIX веков).
- Церковь Покрова Пресвятой Богородицы в Ласицах